# Aerotranscargo
AeroTransCargo è una compagnia aerea cargo moldava con sede a Chișinău.

## Storia
L'azienda, fondata nel 2012, ha iniziato a operare con un Boeing 747-400 in versione cargo, consegnato nel dicembre del 2014. Tra il 2016 e il 2022, la compagnia ha aggiunto altri sei esemplari, portando il totale a sette.
Il 24 febbraio 2021 è stato riferito che Aerotranscargo avrebbe costituito una sussidiaria nei Paesi Bassi, operando dall'aeroporto di Amsterdam-Schiphol con voli per la Cina, Hong Kong e gli Stati Uniti. Con il marchio Aerotranscargo NL, la sussidiaria doveva inizialmente noleggiare due Boeing 747 cargo dalla società madre, ma mirava ad aggiungere a lungo termine i Boeing 747-8F e 777F, con una flotta fino a 10 aeromobili. Aerotranscargo NL avrebbe dovuto iniziare a volare nell'estate del 2021. Tuttavia, a maggio 2021, i piani per iniziare i voli per Aerotranscargo NL sono stati interrotti e la società posta in liquidazione.

## Flotta
A giugno 2023 la flotta di Aerotranscargo è così composta: